# Charles Dingle
Charles Dingle (* 28. Dezember 1887 in Wabash, Indiana; † 19. Januar 1956 in Worcester, Massachusetts) war ein US-amerikanischer Schauspieler.

## Leben
Charles Dingle arbeitete seit den 1920er Jahren am Broadway. Seine größte Bühnenrolle war von Februar 1939 bis Februar 1940 die des Benjamin Hubbard in Lillian Hellmans Stück The Little Foxes.
Nach ein paar Auftritten in Kurzfilmen hatte Dingle sein Spielfilmdebüt 1939 in … One Third of a Nation …; seinen Durchbruch – und sein „offizielles“ Filmdebüt – feierte er 1941 in Die kleinen Füchse, wo er seine Rolle vom Broadway übernahm. Bosley Crowther hob ihn für diese Vorstellung in seiner Kritik besonders hervor und bezeichnete ihn als „perfekten Bösewicht in respektabler Kleidung“, eine Bezeichnung, die Hal Erickson zum Motto von Dingles Karriere erhob. In den 1940er und 1950er Jahren war Charles Dingle ein gefragter Nebendarsteller. Besonders stark war er als „wortkarger und scheinbar unangreifbarer Geschäftsmann, der seine Großmutter für einen dubiosen Vertragsabschluss verkaufen würde.“ Er spielte unter bekannten Regisseuren wie Busby Berkeley (Cinderella Jones), Frank Capra (Der beste Mann), William Dieterle (Tennessee Johnson), Henry Hathaway (Zuhause in Indiana), Mervyn LeRoy (Tödlicher Pakt, Der Tote lebt), Norman Z. McLeod (Never Wave at a WAC), Lewis Milestone (Aufstand in Trollness), Otto Preminger (Centennial Summer, Verdammt zum Schweigen), Robert Siodmak (Someone to Remember), George Stevens (Zeuge der Anklage), Norman Taurog (Are Husbands Necessary?), Richard Thorpe (Big Jack), King Vidor (Duell in der Sonne), William A. Wellman (Lady of Burlesque), Sam Wood (Seine Frau ist meine Frau) oder William Wyler (Die kleinen Füchse). Sein letzter Film wurde 1955 Verdammt zum Schweigen.
Er war von 1916 bis zu seinem Tode mit Dorothy White verheiratet und hatte mit ihr zwei Söhne, Charles und John. Nach seinem Tod wurde er eingeäschert, und seine Asche wurde in einem „nichtspezifizierten deutschen Fluss“ verstreut.

## Filmografie (Auswahl)
- 1937: Rhythm Roundup (Kurzfilm)
- 1939: … One Third of a Nation …
- 1941: Die kleinen Füchse (The Little Foxes)
- 1941: Tödlicher Pakt (Unholy Partners)
- 1941: Der Tote lebt (Johnny Eager)
- 1942: Are Husbands Necessary?
- 1942: Calling Dr. Gillespie
- 1942: Zeuge der Anklage (The Talk of the Town)
- 1942: Somewhere I’ll Find You
- 1942: Unser trautes Heim (George Washington Slept Here)
- 1942: Tennessee Johnson
- 1943: Aufstand in Trollness (Edge of Darkness)
- 1943: Lady of Burlesque
- 1943: Someone to Remember
- 1943: Das Lied von Bernadette (The Song of Bernadette)
- 1944: Zu Hause in Indiana (Home in Indiana)
- 1944: Modell wider Willen (Together Again)
- 1945: A Medal for Benny
- 1945: Seine Frau ist meine Frau (Guest Wife)
- 1946: Cinderella Jones
- 1946: Die Gräfin von Monte Christo (The Wife of Monte Cristo)
- 1946: Centennial Summer
- 1946: Three Wise Fools
- 1946: Schwester Kenny (Sister Kenny)
- 1946: Die Bestie mit den fünf Fingern (The Beast with Five Fingers)
- 1946: Duell in der Sonne (Duel in the Sun)
- 1947: Detektiv mit kleinen Fehlern (My Favorite Brunette)
- 1947: Mit Gesang geht alles besser (Welcome Stranger)
- 1947: The Romance of Rosy Ridge
- 1948: If You Knew Susie
- 1948: Der beste Mann (State of the Union)
- 1948: Der Superspion (A Southern Yankee)
- 1949: Big Jack
- 1953: Never Wave at a WAC
- 1953: Madame macht Geschichte(n) (Call Me Madam)
- 1953: Gefährtin seines Lebens (The President’s Lady)
- 1953: Half a Hero
- 1955: Verdammt zum Schweigen (The Court-Martial of Billy Mitchell)